# Пенсійне страхування
Добровільне пенсійне страхування — вид особистого страхування на підставі відповідного договору між страховиком і дієздатним громадянином, за яким у разі настання пенсійного віку громадянин має право на одержання додаткової пенсії за рахунок сплати страхових внесків. Договір добровільного страхування додаткової пенсії укладається у письмовій формі і засвідчується страховим свідоцтвом (полісом, сертифікатом). Підприємства та організації за рішенням адміністрації і профспілкового комітету, якщо це передбачено колективним договором (угодою), а також колгоспи та інші кооперативні організації за рішенням загальних зборів можуть відшкодовувати працівникам за рахунок власних коштів, призначених для оплати праці, повністю або частково внески, сплачені ними за договорами добровільного страхування додаткової пенсії (ст. 9 Закону України „Про пенсійне забезпечення").